# Talgat Tadzhuddin
Talgat Safich Tadzetdinov, más conocido como Talgat Tadzhuddin (en ruso: Талгат Сафич Тадзетдинов / Талгат Таджуддин, en tártaro: Тәлгать Сафа улы Таҗетдинев; Kazán, 12 de octubre de 1948) es un Shayj al-islam ruso. Es el gran muftí de Rusia y presidente de la Administración Espiritual Central de los Musulmanes de Rusia desde 1992 hasta la actualidad.

## Biografía
Talgat Tadzhuddin nació en Kazán en la RASS Tártara (Unión Soviética) el 12 de octubre de 1948 en el seno de una familia tártara. Su padre era camionero y su madre trabajaba en una fábrica.
En 1966 ingresó en la madraza Mir-i Arab de Bujará, donde se graduó con honores en 1973. También estudió en la Universidad de al-Azhar de El Cairo en 1978. En 1973 fue elegido segundo imán jatib de la histórica mezquita de Märcani en Kazán y en 1978 ocupó el puesto de primer imán de la mezquita.
El 19 de junio de 1980 fue elegido muftí y presidente de la Administración Espiritual de los Musulmanes de la Parte Europea de la URSS y Siberia (DUMES), una de las cuatro direcciones de ese tipo en la URSS en ese entonces. En mayo de 1990, la Conferencia de Jefes de Direcciones Espirituales musulmanas de la URSS lo eligió presidente de la Dirección de Relaciones Internacionales de la organización, más tarde conocida como la Asociación de Relaciones Exteriores de las Organizaciones musulmanas, que todavía preside.
En 1992, la DUMES se transformó en la Administración Espiritual Central de los Musulmanes de Rusia y los países europeos de la CEI y se le otorgó el recién creado rango de Gran muftí de Rusia. En diciembre de 2015,  renunció a sus cargos administrativos. Sin embargo, el 20 de febrero de 2016, en una reunión ampliada del Presídium de la Administración Espiritual Central de los Musulmanes en Ufá, se tomó la decisión de cancelar el farmān (decreto). Por lo que permaneció en su puesto.

## Declaraciones públicas

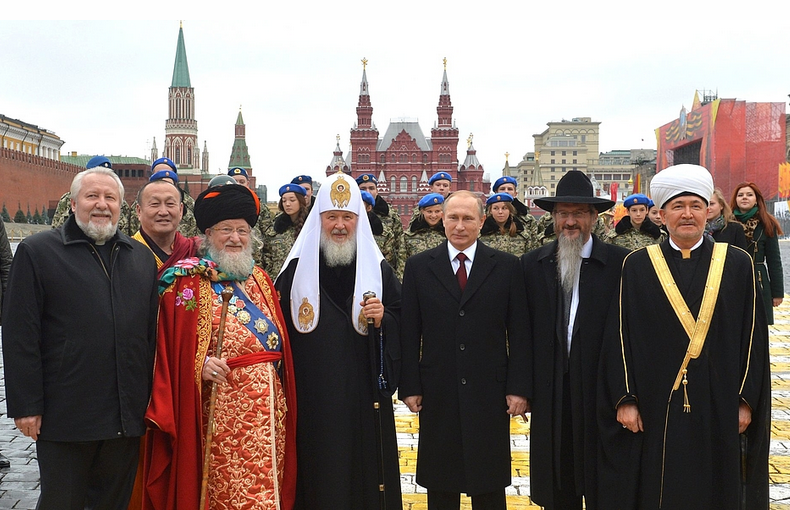
Vladimir Putin con los principales líderes religiosos de Rusia en el Día de la Unidad Nacional

En febrero de 2006, se unió a los líderes de la Iglesia ortodoxa rusa y del gobierno de la ciudad de Moscú para protestar contra un desfile del orgullo gay planeado en Moscú. Instó a los musulmanes de Rusia a organizar protestas violentas si la marcha seguía adelante: «Si salen a la calle de todos modos, deberían ser azotados. Cualquier persona normal lo haría, musulmanes y cristianos ortodoxos por igual [...] [Las protestas] podrían ser incluso más intensas que las protestas en el extranjero contra esas polémicas caricaturas».
Tadzhuddin apoya la invasión rusa de Ucrania y culpa al gobierno ucraniano y al «mundo occidental» de «intentar organizar un genocidio [del pueblo ruso] y revivir el fascismo». Así mismo, apoya el Eurasiatismo y cree que musulmanes y cristianos en Rusia forman juntos una «civilización única».

## Condecoraciones

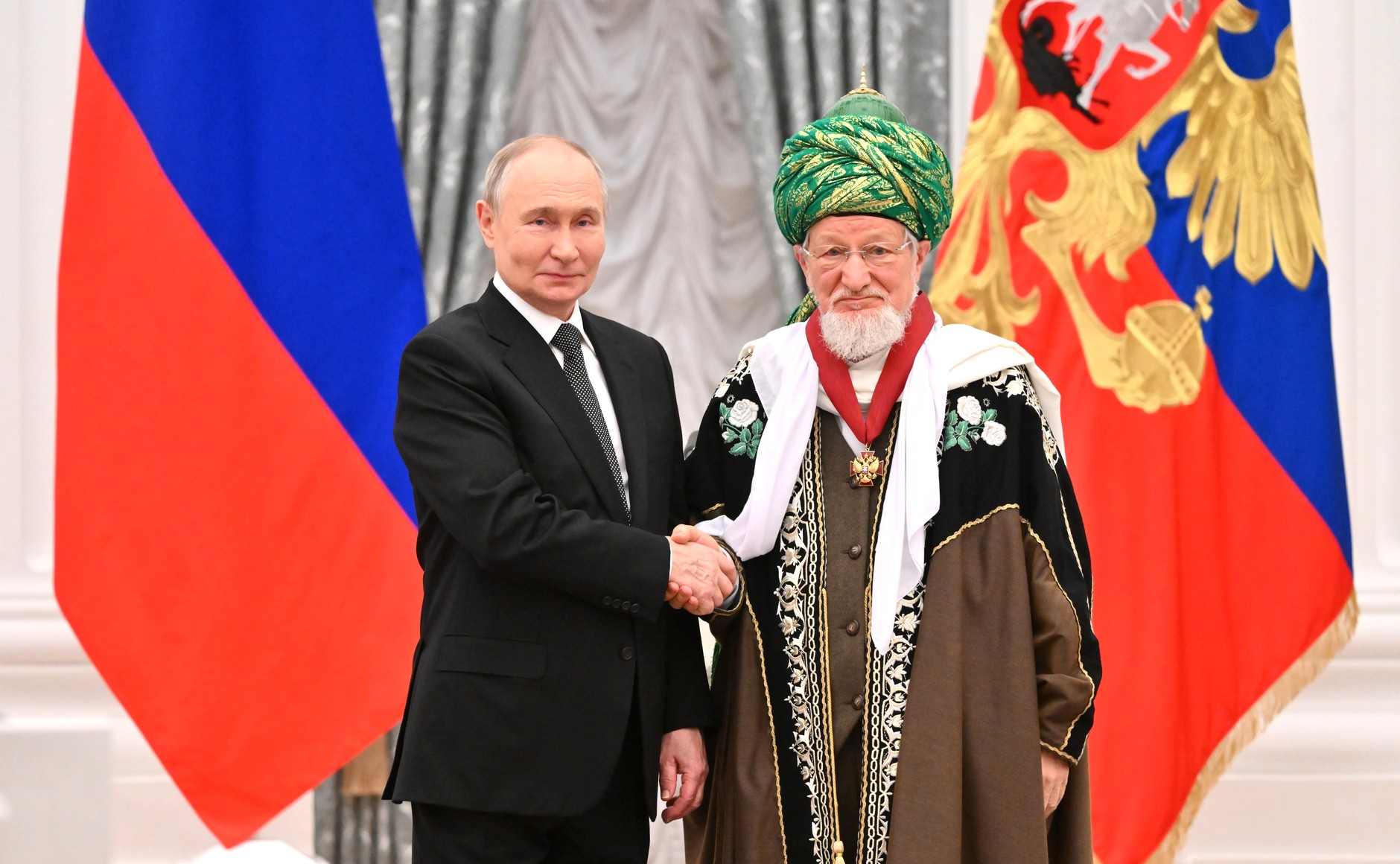
El presidente de Rusia, Vladímir Putin, entrega la Orden al Mérito de la Patria a Talgat Tadzhuddin

- Orden de Honor (12 de octubre de 2008) - por servicios al desarrollo de la cultura espiritual y al fortalecimiento de la amistad entre los pueblos[1]
- Orden de la Amistad (21 de septiembre de 1998) - por su gran contribución al fortalecimiento de la amistad y la cooperación entre los pueblos[1]
- Orden del Príncipe San Daniel de Moscú de 2.do grado (Iglesia ortodoxa rusa, 2008) - por fortalecer la paz y la armonía interreligiosas[1]
- Orden al Mérito por la Patria de 2.do grado (12 de diciembre de 2024)[9]